# Форленца, Джузеппе
Форленца Джузеппе Николо Леонардо (итал. Giuseppe Nicolo Leonardo Biagio Forlenza; 3 февраля 1757 — 22 июля 1833) — итальянский хирург, один из выдающихся офтальмологов XVIII—XIX веков. Завоевал репутацию лучшего окулиста времен Французской революции и Наполеоновской империи операциями на глазах, в том числе, по удалению катаракты.

## Биография
Родился Джузеппе Форленца в семье врачей 3 февраля 1757 года в Пикерно (Базаликата, Италия/ Picerno, Basilicata). Мать — Вита Пагано, отец — Филиче Форленца, дядя — Себастьяно Форленца, хирург (хирург-цирюльник) (Sebastiano Forlenza). Мужская линия происходила из дворянского рода Кейпс Минутоло из Руоти. После курсов в Руоти он переехал в Неаполь, чтобы изучать хирургию, затем были образовательные поездки на Сицилию, Мальту, в Грецию; продолжил свое образование во Франции под руководством французского хирурга, анатома Пьера-Жозефа Дезо (Pierre-Joseph Desault), с которым он стал близким другом и соратником в своих анатомических исследованиях. Впоследствии Форленце отправился в Англию, где он пробыл два года, работая в больнице Святого Георгия в Лондоне под началом шотландского хирурга Джона Хантера. Затем были Нидерланды и Германия, и только вернувшись во Францию, он начал карьеру офтальмолога. Форленца изображал различные заболевания глаз на восковых масках.
В 1797 году он проводил операции на глазах в доме престарелых в Париже, в присутствии комиссии, назначенной Институтом (Institut de France), а также несколькими членами правительства, французскими и иностранными учеными. В 1798 году он стал хирургом-окулистом в Доме Инвалидов (Hôtel National Des Invalides и Hôtel-Dieu) в Париже, где он спас зрение многим солдатам, вернувшимся из Египетской экспедиции (Armee de l,Orient). Среди его благодарных пациентов было много известных людей того времени: Жан-Этьен-Мари Порталис (Jean-Etienne-Marie Portalis) — министр по делам религий, кардинал Памфили (Giuseppe Maria Doria Pamphilj), поэт Понсе Дени Лебрюн (избавил его от катаракты, которой он страдал в течение двенадцати лет), который посвятил ему стих в своей оде под названием Les conquêtes de l’homme sur la nature.
В 1801 году министерство внутренних дел выдает Дж. Форленце разрешение на создание отделений глазных болезней при всех больницах Французской Республики. Наполеон, королевским указом, назначил Форленца «главным глазным хирургом лицеев, гражданских хосписов и всех благотворительных учреждений департаментов Империи» (1806г). Его деятельность распространилась на Англию и Италию, где он проводил бесплатные операции в таких городах, как Турин и Рим, помогал приюту для слепых «Casa dell, ergastolo» (Rome).
Форленце скончался 22 июля 1833 года в возрасте 76 лет от апоплексии/инсульта в «Кафе де Фуа» в Париже, где он часто проводил вечера.
Французский художник Жак-Антуан Валлен написал портрет Форленца Дж. в 1807 году, который ныне выставлен в Национальной портретной галереи в Лондоне и является её достоянием.

## Награды
- Шевалье Почётного Легиона,
- Кавалер британского ордена Святого Мишеля и Святого Георгия.